# Ърнест Уолтън

Ърнест Уолтън (на английски: Ernest Thomas Sinton Walton) е единственият ирландски носител на Нобелова награда за физика, ученик на сър Ърнест Ръдърфорд. Той я поделя през 1951 година с Джон Кокрофт.

## Биография
Роден е на 6 октомври 1903 година в Дънгарван, Ирландия. Завършва Колеж Тринити в Дъблин. Работи в Кеймбридж, където се занимава с линейни ускорители и разработва генератор, с помощта на който доказва, че е възможно изкуственото превръщане на един елемент в друг при бомбардиране с високоенергетични частици.
Има 5 деца, едно от които умира през 1936 година, а две от тях стават по-късно професори по физика.
Умира на 25 юни 1995 година в Белфаст.